# Hành não
Hành não là phần thần kinh trung ương tiếp nối với tủy sống, nằm ở phần thấp nhất của hộp sọ, ngay sát trên lỗ chẩm. Hành não là nơi xuất phát của nhiều dây thần kinh sọ trong đó quan trọng nhất là dây X. Đặc biệt, hành não là trung tâm của nhiều phản xạ đóng vai trò sinh mạng. Vì vậy, khi hành não bị tổn thương, bệnh nhân sẽ tử vong.

## Chức năng

Mô hình não: Phần màu đỏ là hành não.

Hành não có 3 chức năng: chức năng dẫn truyền, chức năng phản xạ, chức năng điều hòa trương lực cơ. Trong đó chức năng phản xạ đóng vai trò rất quan trọng.

### Chức năng dẫn truyền
Hành não có chức năng dẫn truyền cảm giác và vận động tương tự tủy sống vì tất cả các đường dẫn truyền của tủy sống đều đi qua hành não.
Ngoài ra, hành não còn dẫn truyền một số đường vận động và cảm giác khác :
- Vận động các cơ vân ở vùng đầu mặt
- Cảm giác vùng đầu mặt
- Vận động của ống tiêu hóa

### Chức năng phản xạ
Hành não là trung tâm của nhiều phản xạ quan trọng. 
- Phản xạ điều hòa hô hấp: Hành não chứa trung tâm hô hấp nên đóng vai trò rất quan trọng trong quá trình điều hòa hô hấp. Khi hành não bị tổn thương, hô hấp bị rối loạn dẫn đến tử vong.
- Phản xạ tim mạch: Hành não chứa trung tâm vận mạch và nhân của dây X nên nó là trung tâm của nhiều phản xạ quan trọng đối với hoạt động tim mạch: 
  - Phản xạ giảm áp: khi huyết áp tăng, các thụ thể (receptor) nhận cảm áp suất (baroreceptor) ở quai động mạch chủ và xoang động mạch cảnh sẽ bị kích thích, từ đây có các xung động đi theo dây Cyon và Hering đến hành não kích thích dây X làm tim đập chậm, yếu, đưa huyết áp trở lại bình thường.
  - Phản xạ mắt-tim: khi ấn mạnh vào nhãn cầu sẽ kích thích vào dây V, xung động đi vào hành não kích thích dây X làm tim đập chậm lại. Phản xạ này được dùng để chẩn đoán và cấp cứu bệnh nhân bị nhịp nhanh kịch phát trên thất.
- Phản xạ Goltz: đấm mạnh vào vùng thượng vị hoặc khi mổ co kéo các tạng trong ổ bụng nhiều sẽ kích thích mạnh vào phần cảm giác của dây X, xung động truyền về hành não, kích thích dây X đi xuống ức chế tim làm tim ngừng đập và có thể chết.
- Các phản xạ tiêu hóa: Phản xạ bài tiết dịch tiêu hóa. Phản xạ nhai, nuốt, nôn
- Các phản xạ bảo vệ đường hô hấp: Phản xạ ho. Phản xạ hắt hơi
- Phản xạ giác mạc.

### Chức năng điều hòa trương lực cơ
Hành não chứa một nhân xám gọi là nhân tiền đình có chức năng làm tăng trương lực cơ. Ngược lại, ở não giữa có nhân đỏ làm giảm trương lực cơ. Cả hai nhân này cùng phối hợp với nhau để điều hòa trương lực cơ cho cơ thể.